# Centropyge narcosis
Centropyge narcosis är en fiskart som beskrevs av Richard L. Pyle och Randall, 1993. Centropyge narcosis ingår i släktet Centropyge och familjen Pomacanthidae. IUCN kategoriserar arten globalt som livskraftig. Inga underarter finns listade i Catalogue of Life.